# Canet (Hérault)
Pour les articles homonymes, voir Canet.
Canet [ka.ne] (en occitan : [ka.'net]) est  une commune française située dans le département de l'Hérault, en région Occitanie.
Exposée à un climat méditerranéen, elle est drainée par l'Hérault, la Lergue, le Garel, le ruisseau de Lussac, le ruisseau du Lieutre et par un autre cours d'eau. La commune possède un patrimoine naturel remarquable : un site Natura 2000 (les « gorges de l'Hérault ») et trois zones naturelles d'intérêt écologique, faunistique et floristique.
Canet est une commune rurale qui compte 3 600 habitants en 2022, après avoir connu une forte hausse de la population depuis 1962. Elle est dans l'agglomération de Canet et fait partie de l'aire d'attraction de Montpellier. Ses habitants sont appelés les Canétois et Canétoises.

## Géographie
Les communes limitrophes sont  Aspiran, Brignac, Clermont-l'Hérault, Le Pouget, Nébian, Pouzols, Saint-André-de-Sangonis et Tressan.
Au bord du fleuve Hérault, elle est située à environ 6 km de Clermont-l'Hérault.

### Communes limitrophes
| Brignac,[ Ceyras] ,[Lacoste],[Celles] | Saint-André-de-Sangonis | Pouzols   |
| Clermont-l'Hérault                    | Canet                   | Le Pouget |
| Nébian                                | Aspiran                 | Tressan   |

### Climat
Pour des articles plus généraux, voir Climat de l'Occitanie et Climat de l'Hérault.
En 2010, le climat de la commune est de type climat méditerranéen franc, selon une étude s'appuyant sur une série de données couvrant la période 1971-2000. En 2020, Météo-France publie une typologie des climats de la France métropolitaine dans laquelle la commune est exposée à un climat méditerranéen et est dans la région climatique  Provence, Languedoc-Roussillon, caractérisée par une pluviométrie faible en été, un très bon ensoleillement (2 600 h/an), un été chaud (21,5 °C), un air très sec en été, sec en toutes saisons, des vents forts (fréquence de 40 à 50 % de vents > 5 m/s) et peu de brouillards.
Pour la période 1971-2000, la température annuelle moyenne est de 14,7 °C, avec une amplitude thermique annuelle de 16,4 °C. Le cumul annuel moyen de précipitations est de 679 mm, avec 6,1 jours de précipitations en janvier et 2,7 jours en juillet. Pour la période 1991-2020, la température moyenne annuelle observée sur la station météorologique la plus proche, située sur la commune de Saint-André-de-Sangonis à 5,44 km à vol d'oiseau, est de 15,5 °C et le cumul annuel moyen de précipitations est de 652,4 mm,. Pour l'avenir, les paramètres climatiques de la commune estimés pour 2050 selon différents scénarios d’émission de gaz à effet de serre sont consultables sur un site dédié publié par Météo-France en novembre 2022.

### Milieux naturels et biodiversité

#### Réseau Natura 2000

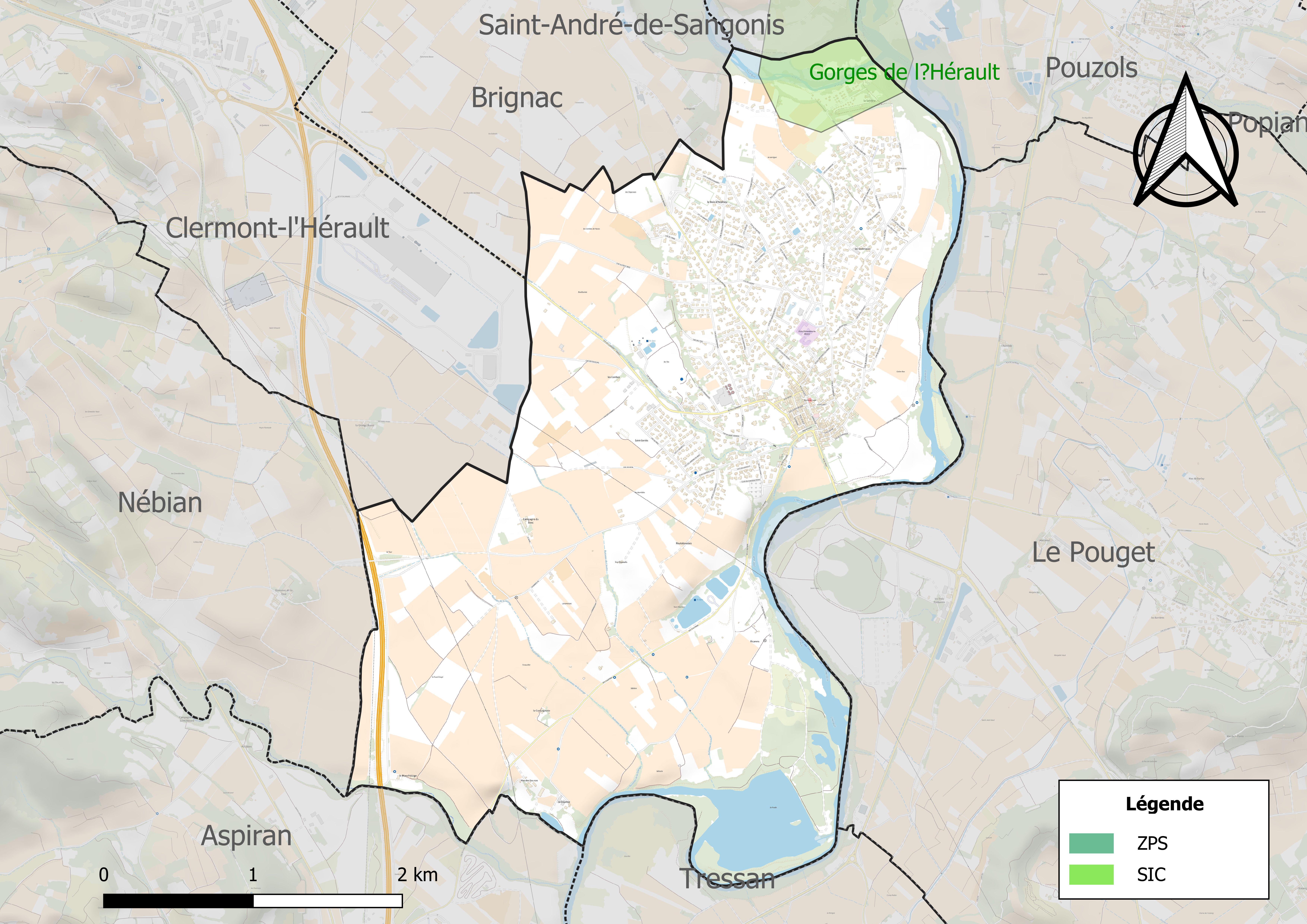
Site Natura 2000 sur le territoire communal.

Le réseau Natura 2000 est un réseau écologique européen de sites naturels d'intérêt écologique élaboré à partir des directives habitats et oiseaux, constitué de zones spéciales de conservation (ZSC) et de zones de protection spéciale (ZPS).
Un site Natura 2000 a été défini sur la commune au titre de la directive habitats :, entaillent un massif calcaire vierge de grandes infrastructures dont les habitats forestiers (forêt de Pins de Salzman et chênaie verte) et rupicoles sont bien conservés. La pinède de Pins de Salzmann de Saint-Guilhem-le-Désert est une souche pure et classée comme porte-graines par les services forestiers. Il s'agit d'une forêt développée sur des roches dolomitiques, d'une superficie de 21 736 ha, entaillent un massif calcaire vierge de grandes infrastructures dont les habitats forestiers (forêt de Pins de Salzman et chênaie verte) et rupicoles sont bien conservés. La pinède de Pins de Salzmann de Saint-Guilhem-le-Désert est une souche pure et classée comme porte-graines par les services forestiers. Il s'agit d'une forêt développée sur des roches dolomitiques.

#### Zones naturelles d'intérêt écologique, faunistique et floristique
L’inventaire des zones naturelles d'intérêt écologique, faunistique et floristique (ZNIEFF) a pour objectif de réaliser une couverture des zones les plus intéressantes sur le plan écologique, essentiellement dans la perspective d’améliorer la connaissance du patrimoine naturel national et de fournir aux différents décideurs un outil d’aide à la prise en compte de l’environnement dans l’aménagement du territoire.
Deux ZNIEFF de type 1 sont recensées sur la commune :
la « rivière de l'Hérault de Gignac à Canet » (317 ha), couvrant 8 communes du département et 
la « vallée de la Lergue » (225 ha), couvrant 8 communes du département
et une ZNIEFF de type 2, : 
le « cours moyen de l'Hérault et de la Lergue » (976 ha), couvrant 22 communes du département.

Carte des ZNIEFF de type 1 et 2 à Canet.
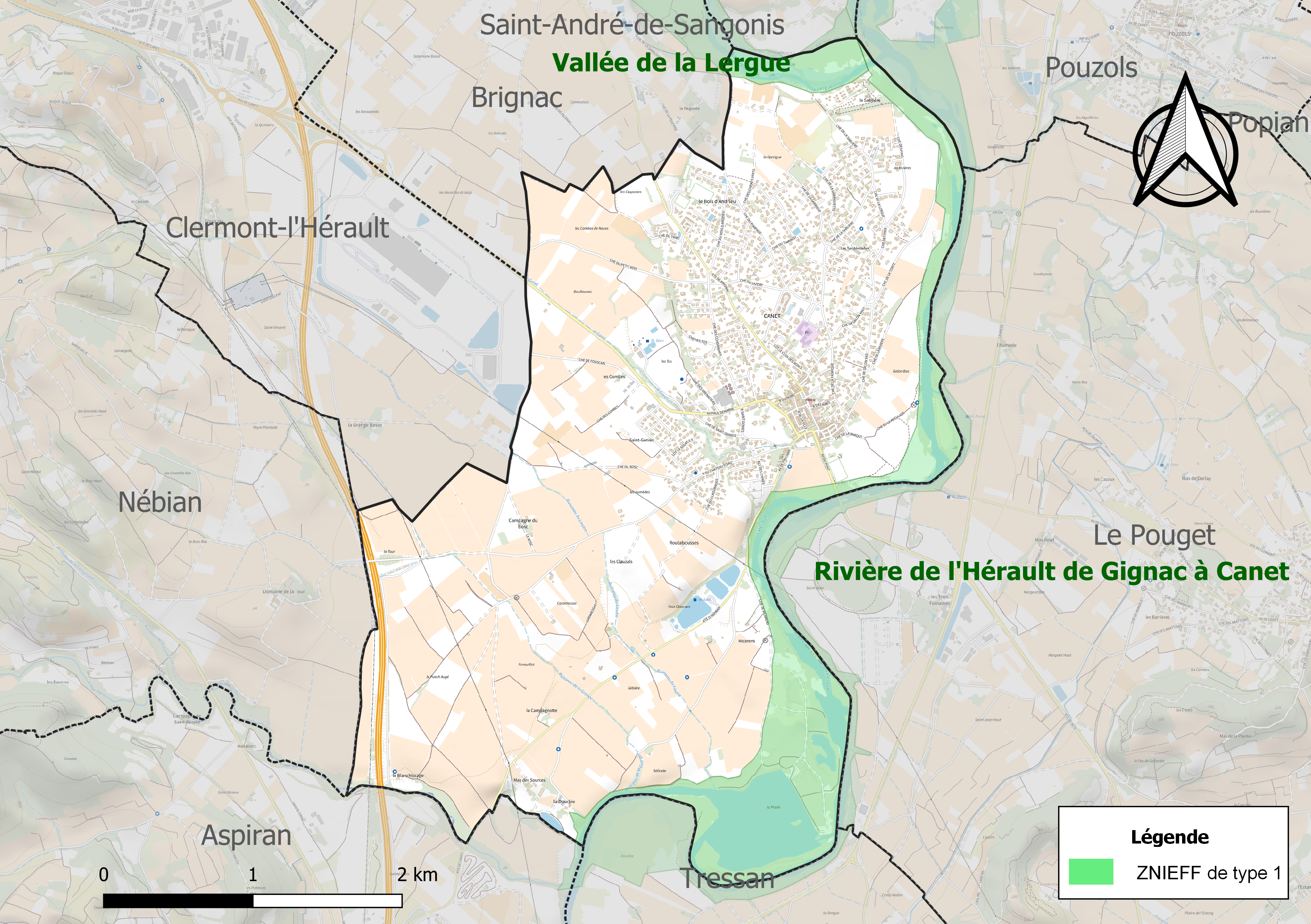
Carte des ZNIEFF de type 1 sur la commune.
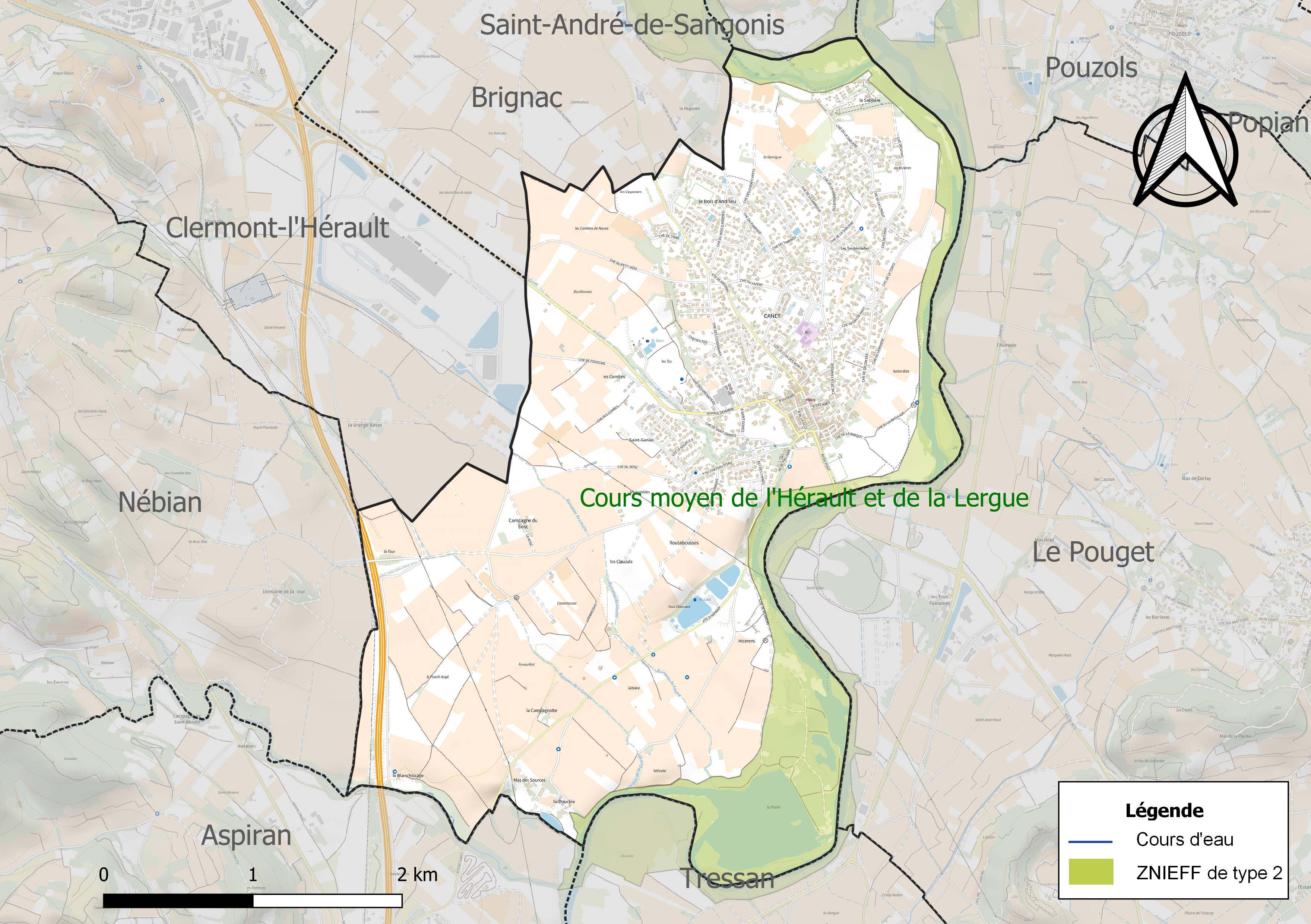
Carte de la ZNIEFF de type 2 sur la commune.

## Urbanisme

### Typologie
Au 1er janvier 2024, Canet est catégorisée bourg rural, selon la nouvelle grille communale de densité à sept niveaux définie par l'Insee en 2022.
Elle appartient à l'unité urbaine de Canet, une unité urbaine monocommunale constituant une ville isolée,. Par ailleurs la commune fait partie de l'aire d'attraction de Montpellier, dont elle est une commune de la couronne,. Cette aire, qui regroupe 161 communes, est catégorisée dans les aires de 700 000 habitants ou plus (hors Paris),.

### Occupation des sols
L'occupation des sols de la commune, telle qu'elle ressort de la base de données européenne d’occupation biophysique des sols Corine Land Cover (CLC), est marquée par l'importance des territoires agricoles (71,3 % en 2018), en diminution par rapport à 1990 (82,6 %). La répartition détaillée en 2018 est la suivante : 
cultures permanentes (61,4 %), zones urbanisées (22,2 %), zones agricoles hétérogènes (10 %), eaux continentales (4 %), espaces ouverts, sans ou avec peu de végétation (2,2 %), forêts (0,2 %). L'évolution de l’occupation des sols de la commune et de ses infrastructures peut être observée sur les différentes représentations cartographiques du territoire : la carte de Cassini (XVIIIe siècle), la carte d'état-major (1820-1866) et les cartes ou photos aériennes de l'IGN pour la période actuelle (1950 à aujourd'hui).

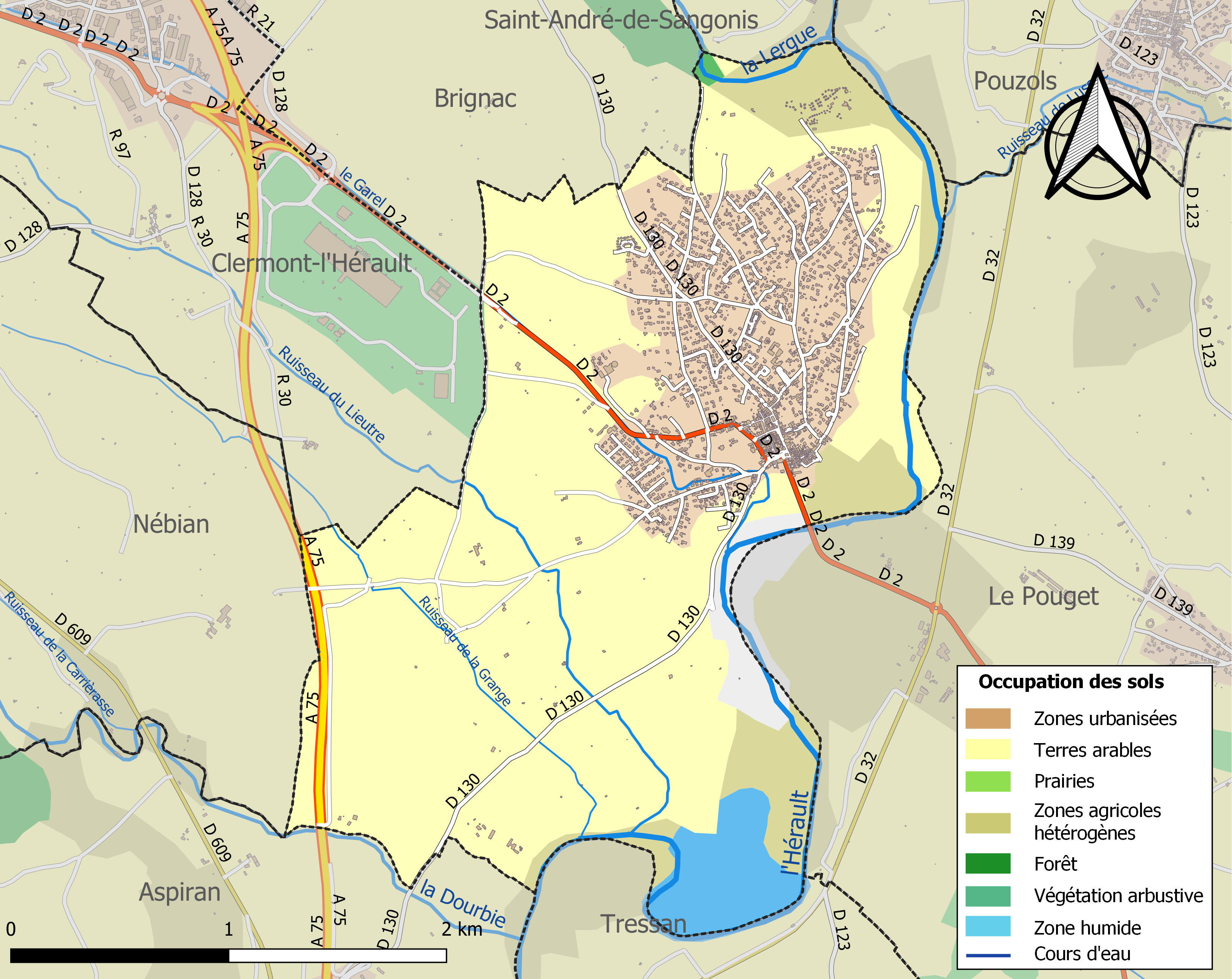
Carte des infrastructures et de l'occupation des sols de la commune en 2018 (CLC).

### Risques majeurs
Le territoire de la commune de Canet est vulnérable à différents aléas naturels : météorologiques (tempête, orage, neige, grand froid, canicule ou sécheresse), inondations et séisme (sismicité faible). Il est également exposé à deux risques technologiques,  le transport de matières dangereuses et la rupture d'un barrage. Un site publié par le BRGM permet d'évaluer simplement et rapidement les risques d'un bien localisé soit par son adresse soit par le numéro de sa parcelle.

#### Risques naturels
Certaines parties du territoire communal sont susceptibles d’être affectées par le risque d’inondation par débordement de cours d'eau, notamment l'Hérault et la Lergue. La commune a été reconnue en état de catastrophe naturelle au titre des dommages causés par les inondations et coulées de boue survenues en 1982, 1994, 1996, 1997, 2003, 2011, 2014, 2016 et 2019,.
Canet est exposée au risque de feu de forêt du fait de la présence sur son territoire. Un plan départemental de protection des forêts contre les incendies (PDPFCI) a été approuvé en juin 2013 et court jusqu'en 2022, où il doit être renouvelé. Les mesures individuelles de prévention contre les incendies sont précisées par deux arrêtés préfectoraux et s’appliquent dans les zones exposées aux incendies de forêt et à moins de 200 mètres de celles-ci. L’arrêté du 25 avril 2002 réglemente l'emploi du feu en interdisant notamment d’apporter du feu, de fumer et de jeter des mégots de cigarette dans les espaces sensibles et sur les voies qui les traversent sous peine de sanctions. L'arrêté du 11 mars 2013 rend le débroussaillement obligatoire, incombant au propriétaire ou ayant droit,.

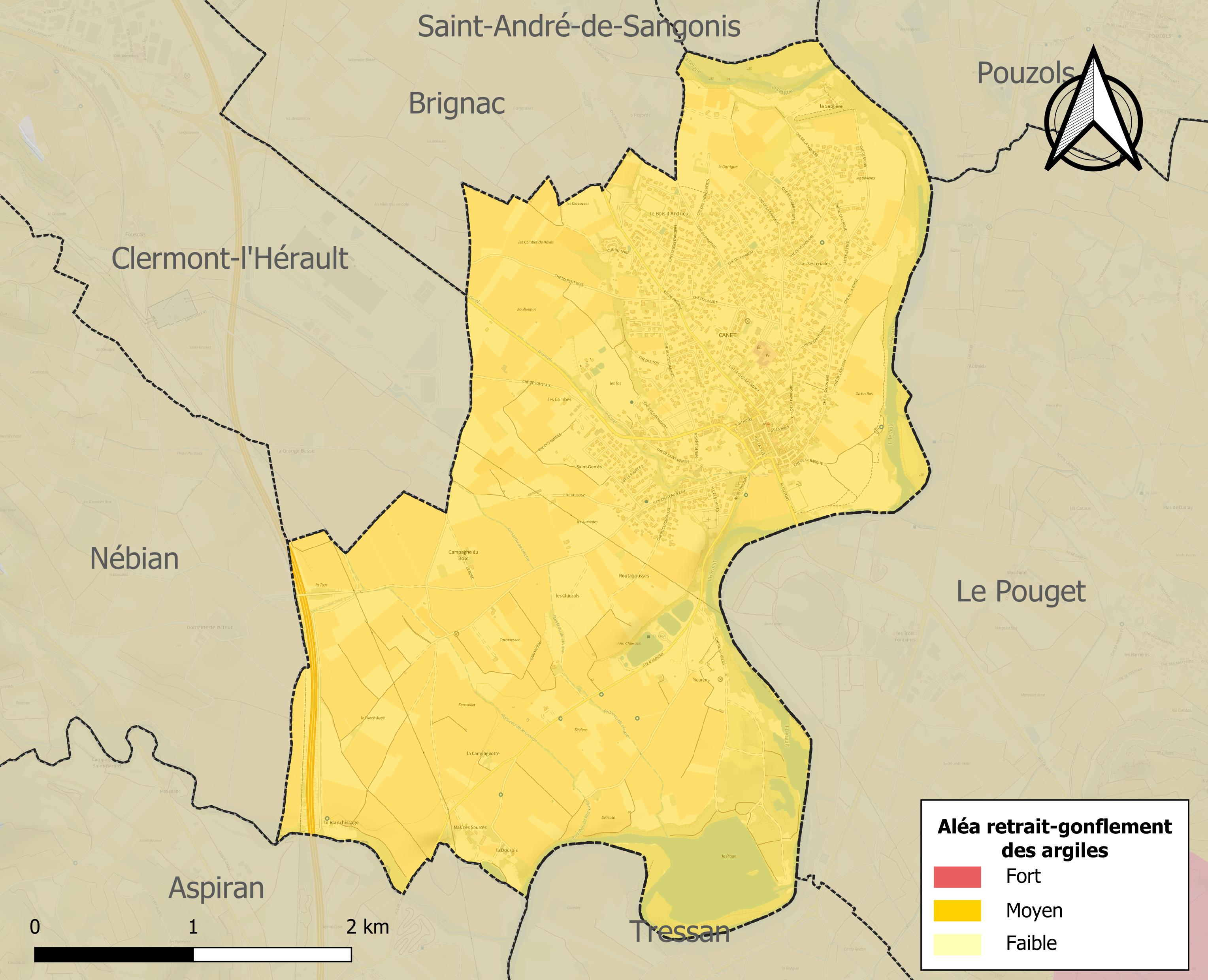
Carte des zones d'aléa retrait-gonflement des sols argileux de Canet.

Le retrait-gonflement des sols argileux est susceptible d'engendrer des dommages importants aux bâtiments en cas d’alternance de périodes de sécheresse et de pluie. La totalité de la commune est en aléa moyen ou fort (59,3 % au niveau départemental et 48,5 % au niveau national). Sur les 1 427 bâtiments dénombrés sur la commune en 2019, 1 427 sont en aléa moyen ou fort, soit 100 %, à comparer aux 85 % au niveau départemental et 54 % au niveau national. Une cartographie de l'exposition du territoire national au retrait gonflement des sols argileux est disponible sur le site du BRGM,.
Par ailleurs, afin de mieux appréhender le risque d’affaissement de terrain, l'inventaire national des cavités souterraines permet de localiser celles situées sur la commune.

#### Risques technologiques
Le risque de transport de matières dangereuses sur la commune est lié à sa traversée par des infrastructures routières ou ferroviaires importantes ou la présence d'une canalisation de transport d'hydrocarbures. Un accident se produisant sur de telles infrastructures est susceptible d’avoir des effets graves sur les biens, les personnes ou l'environnement, selon la nature du matériau transporté. Des dispositions d’urbanisme peuvent être préconisées en conséquence.
La commune est en outre située en aval du Barrage du Salagou, un ouvrage de classe A sur le Salagou, mis en service en 1968 et disposant d'une retenue de 102 millions de mètres cubes. À ce titre elle est susceptible d’être touchée par l’onde de submersion consécutive à la rupture de cet ouvrage.

## Toponymie
La commune a été connue sous les variantes : Canetum (884), in Canneto (vers 1070), de Caneto (1162), termini de Cannet (1185), ad Canetum (1195), de Caneto (1203), ecclesia S. Martini de Caneto (1252), au chasteau de Canet (1584), Cannet (1622), Canet (1626).
Le nom vient du latin cannetum qui devient en occitan canet, au sens de « lieu planté de roseaux ».

## Histoire
Le site originel de Canet se situait plus près du fleuve, à l'emplacement actuel de la tour Saint-Martin (ancienne église du XIIIe siècle), à côté de laquelle fut construit un château aujourd'hui disparu. (Référence nécessaire).
À cause des inondations de l'Hérault, les habitants ont reconstruit le village plus à l'écart du cours d'eau, à l'intérieur de murailles. Actuellement, cet emplacement correspond au vieux village aux rues étroites.
Lors de la Révolution française, les citoyens de la commune se réunissent au sein de la société révolutionnaire, baptisée « société populaire » en floréal an II.

## Politique et administration

### Liste des maires
| Période   | Période                   | Identité     | Étiquette | Qualité                                                                                         |
| --------- | ------------------------- | ------------ | --------- | ----------------------------------------------------------------------------------------------- |
| 1947      | mars 1959                 | Elie Lecou   |           |                                                                                                 |
| mars 1959 | mars 1989                 | Yves Salasc  | DVG       | Maire honoraire                                                                                 |
| mars 1989 | En cours (au 18 mai 2020) | Claude Revel | UMP → LR  | Viticulteur Président de la CC du Clermontais (2020 → ) Réélu en 1995, 2001, 2008, 2014 et 2020 |

### Jumelages
Canet est jumelée avec :
- Canet d'en Berenguer (Espagne).

## Démographie
Au dernier recensement, la commune comptait 3600 habitants.
| 1793 | 1800 | 1806 | 1821 | 1831  | 1836  | 1841 | 1846 | 1851  |
| ---- | ---- | ---- | ---- | ----- | ----- | ---- | ---- | ----- |
| 668  | 680  | 747  | 919  | 1 003 | 1 008 | 875  | 948  | 1 009 |

| 1856  | 1861  | 1866  | 1872  | 1876  | 1881 | 1886 | 1891 | 1896 |
| ----- | ----- | ----- | ----- | ----- | ---- | ---- | ---- | ---- |
| 1 021 | 1 102 | 1 096 | 1 084 | 1 044 | 799  | 807  | 925  | 941  |

| 1901  | 1906 | 1911 | 1921 | 1926  | 1931 | 1936 | 1946 | 1954 |
| ----- | ---- | ---- | ---- | ----- | ---- | ---- | ---- | ---- |
| 1 003 | 991  | 927  | 929  | 1 003 | 989  | 950  | 866  | 818  |

| 1962 | 1968  | 1975  | 1982  | 1990  | 1999  | 2006  | 2011  | 2016  |
| ---- | ----- | ----- | ----- | ----- | ----- | ----- | ----- | ----- |
| 960  | 1 022 | 1 061 | 1 206 | 1 402 | 1 598 | 2 868 | 3 361 | 3 511 |

| 2021  | 2022  | - | - | - | - | - | - | - |
| ----- | ----- | - | - | - | - | - | - | - |
| 3 570 | 3 600 | - | - | - | - | - | - | - |

## Économie

### Revenus
En 2018, la commune compte 1 355 ménages fiscaux, regroupant 3 553 personnes. La médiane du revenu disponible par unité de consommation est de 20 750 € (20 330 € dans le département). 43 % des ménages fiscaux sont imposés (45,8 % dans le département).

### Emploi
|                | 2008   | 2013   | 2018   |
| -------------- | ------ | ------ | ------ |
| Commune        | 10,7 % | 10,4 % | 11,1 % |
| Département    | 10,1 % | 11,9 % | 12 %   |
| France entière | 8,3 %  | 10 %   | 10 %   |

En 2018, la population âgée de 15 à 64 ans s'élève à 2 091 personnes, parmi lesquelles on compte 75,3 % d'actifs (64,2 % ayant un emploi et 11,1 % de chômeurs) et 24,7 % d'inactifs,. En  2018, le taux de chômage communal (au sens du recensement) des 15-64 ans est inférieur à celui du département, mais supérieur à celui de la France, alors qu'en 2008 il était supérieur à celui du département.
La commune fait partie de la couronne de l'aire d'attraction de Montpellier, du fait qu'au moins 15 % des actifs travaillent dans le pôle,. Elle compte 477 emplois en 2018, contre 430 en 2013 et 359 en 2008. Le nombre d'actifs ayant un emploi résidant dans la commune est de 1 360, soit un indicateur de concentration d'emploi de 35,1 % et un taux d'activité parmi les 15 ans ou plus de 58,8 %.
Sur ces 1 360 actifs de 15 ans ou plus ayant un emploi, 310 travaillent dans la commune, soit 23 % des habitants. Pour se rendre au travail, 89,8 % des habitants utilisent un véhicule personnel ou de fonction à quatre roues, 2,3 % les transports en commun, 4,2 % s'y rendent en deux-roues, à vélo ou à pied et 3,7 % n'ont pas besoin de transport (travail au domicile).

### Activités hors agriculture

#### Secteurs d'activités
250 établissements sont implantés  à Canet au 31 décembre 2019. Le tableau ci-dessous en détaille le nombre par secteur d'activité et compare les ratios avec ceux du département,.
| Secteur d'activité                                                                                        | Commune | Commune | Département |
| Secteur d'activité                                                                                        | Nombre  | %       | %           |
| --- | ------- | ------- | ----------- |
| Ensemble                                                                                                  | 250     | 100 %   | (100 %)     |
| Industrie manufacturière, industries extractives et autres                                                | 13      | 5,2 %   | (6,7 %)     |
| Construction                                                                                              | 60      | 24 %    | (14,1 %)    |
| Commerce de gros et de détail, transports, hébergement et restauration                                    | 65      | 26 %    | (28 %)      |
| Information et communication                                                                              | 3       | 1,2 %   | (3,3 %)     |
| Activités financières et d'assurance                                                                      | 3       | 1,2 %   | (3,2 %)     |
| Activités immobilières                                                                                    | 10      | 4 %     | (5,3 %)     |
| Activités spécialisées, scientifiques et techniques et activités de services administratifs et de soutien | 32      | 12,8 %  | (17,1 %)    |
| Administration publique, enseignement, santé humaine et action sociale                                    | 42      | 16,8 %  | (14,2 %)    |
| Autres activités de services                                                                              | 22      | 8,8 %   | (8,1 %)     |

Le secteur du commerce de gros et de détail, des transports, de l'hébergement et de la restauration est prépondérant sur la commune puisqu'il représente 26 % du nombre total d'établissements de la commune (65 sur les 250 entreprises implantées  à Canet), contre 28 % au niveau départemental.

#### Entreprises et commerces
Les cinq entreprises ayant leur siège social sur le territoire communal qui génèrent le plus de chiffre d'affaires en 2020 sont : 
- Camping Les Rivieres, terrains de camping et parcs pour caravanes ou véhicules de loisirs (650 k€) ;
- La Riviere, terrains de camping et parcs pour caravanes ou véhicules de loisirs (346 k€) ;
- Ecs France, location de terrains et d'autres biens immobiliers (299 k€) ;
- SARL Boulangerie Patisserie Reverbel, boulangerie et boulangerie-pâtisserie (251 k€) ;
- Les Services Bretons, travaux d'installation d'eau et de gaz en tous locaux (142 k€).

### Agriculture
La commune est dans la « Plaine viticole », une petite région agricole occupant la bande côtière du département de l'Hérault. En 2020, l'orientation technico-économique de l'agriculture  sur la commune est la viticulture.
|               | 1988 | 2000 | 2010 | 2020 |
| ------------- | ---- | ---- | ---- | ---- |
| Exploitations | 122  | 96   | 39   | 37   |
| SAU (ha)      | 708  | 717  | 405  | 435  |

Le nombre d'exploitations agricoles en activité et ayant leur siège dans la commune est passé de 122 lors du recensement agricole de 1988  à 96 en 2000 puis à 39 en 2010 et enfin à 37 en 2020, soit une baisse de 70 % en 32 ans. Le même mouvement est observé à l'échelle du département qui a perdu pendant cette période 67 % de ses exploitations,. La surface agricole utilisée sur la commune a également diminué, passant de 708 ha en 1988 à 435 ha en 2020. Parallèlement la surface agricole utilisée moyenne par exploitation a augmenté, passant de 6 à 12 ha.

## Culture locale et patrimoine

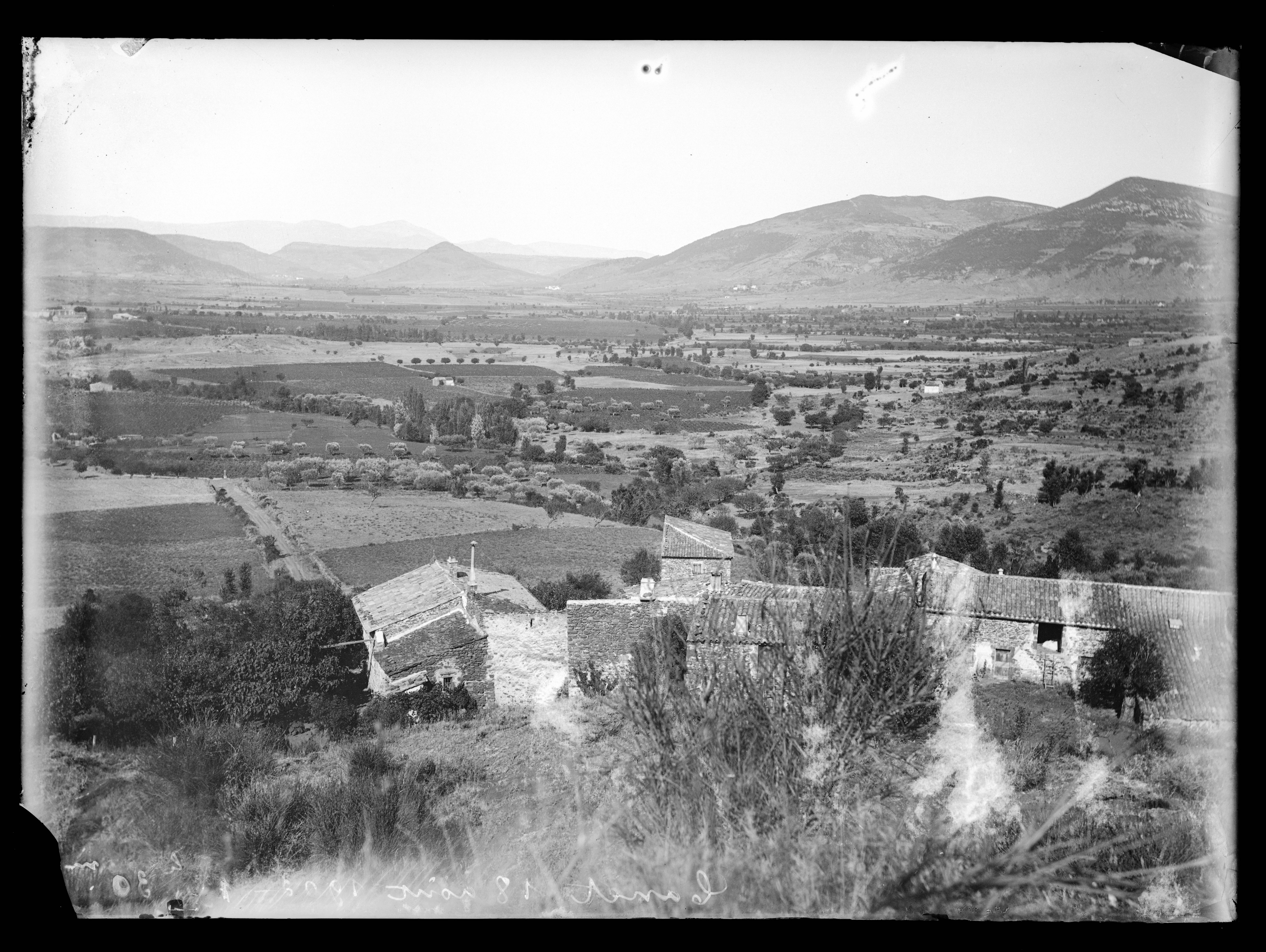
Vue générale de Mas Canet (commune de Mérifons) (1903).

### Lieux et monuments
- Ancienne église Saint-Martin de Canet, abandonnée en 1761. L'édifice est référencé dans la base Mérimée et à l'Inventaire général Région Occitanie[35].
- Église Notre-Dame-de-Bethléem de Canet ou Église Assomption de Notre-Dame de Canet, anciennement église des dominicains. Le chœur est construit en 1636. Le clocher date de 1838. L'édifice est référencé dans la base Mérimée et à l'Inventaire général Région Occitanie[36]. De nombreux objets sont référencés dans la base Palissy (voir les notices liées)[36].

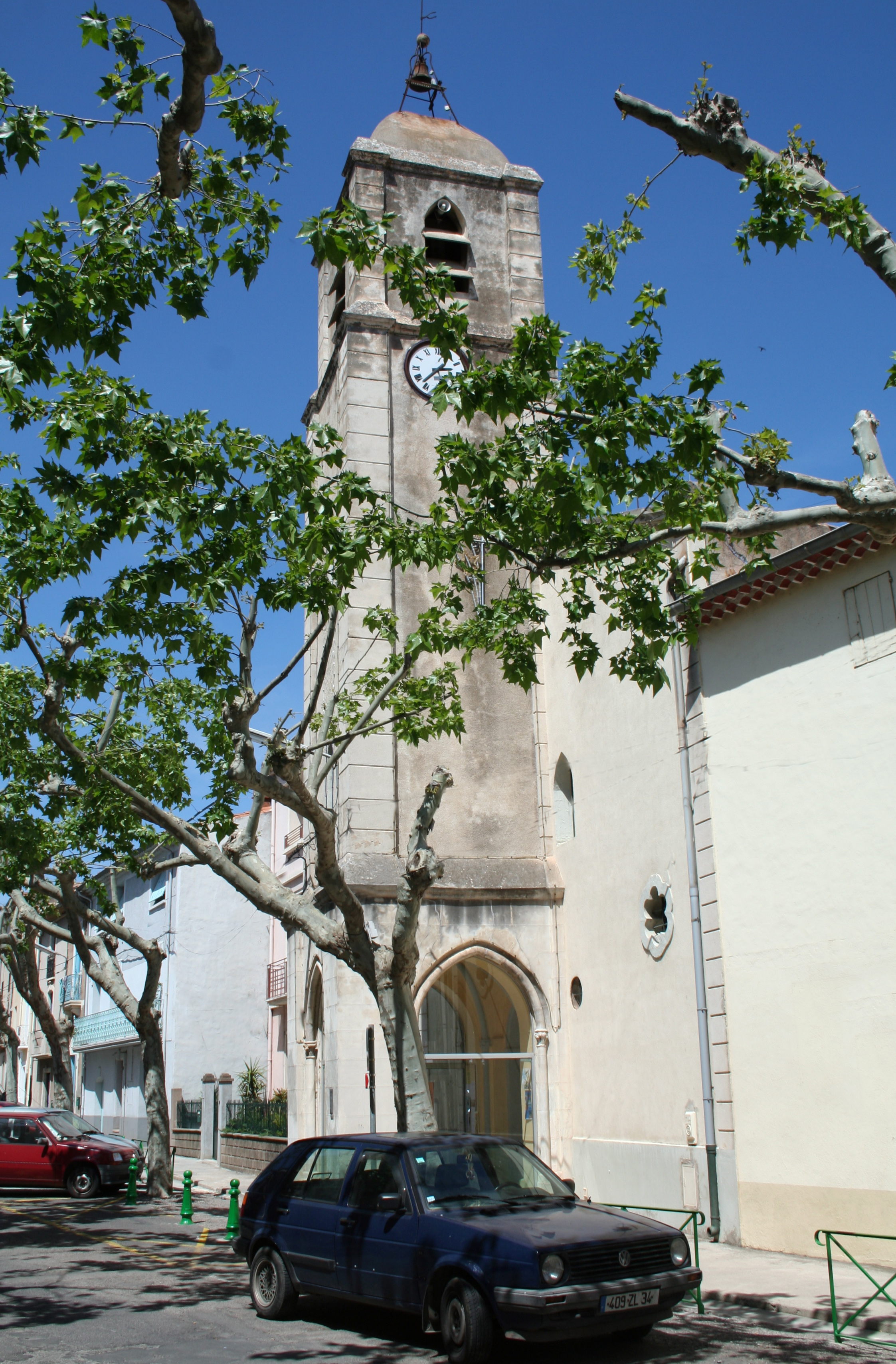
Église Notre-Dame-de-Bethléem de Canet
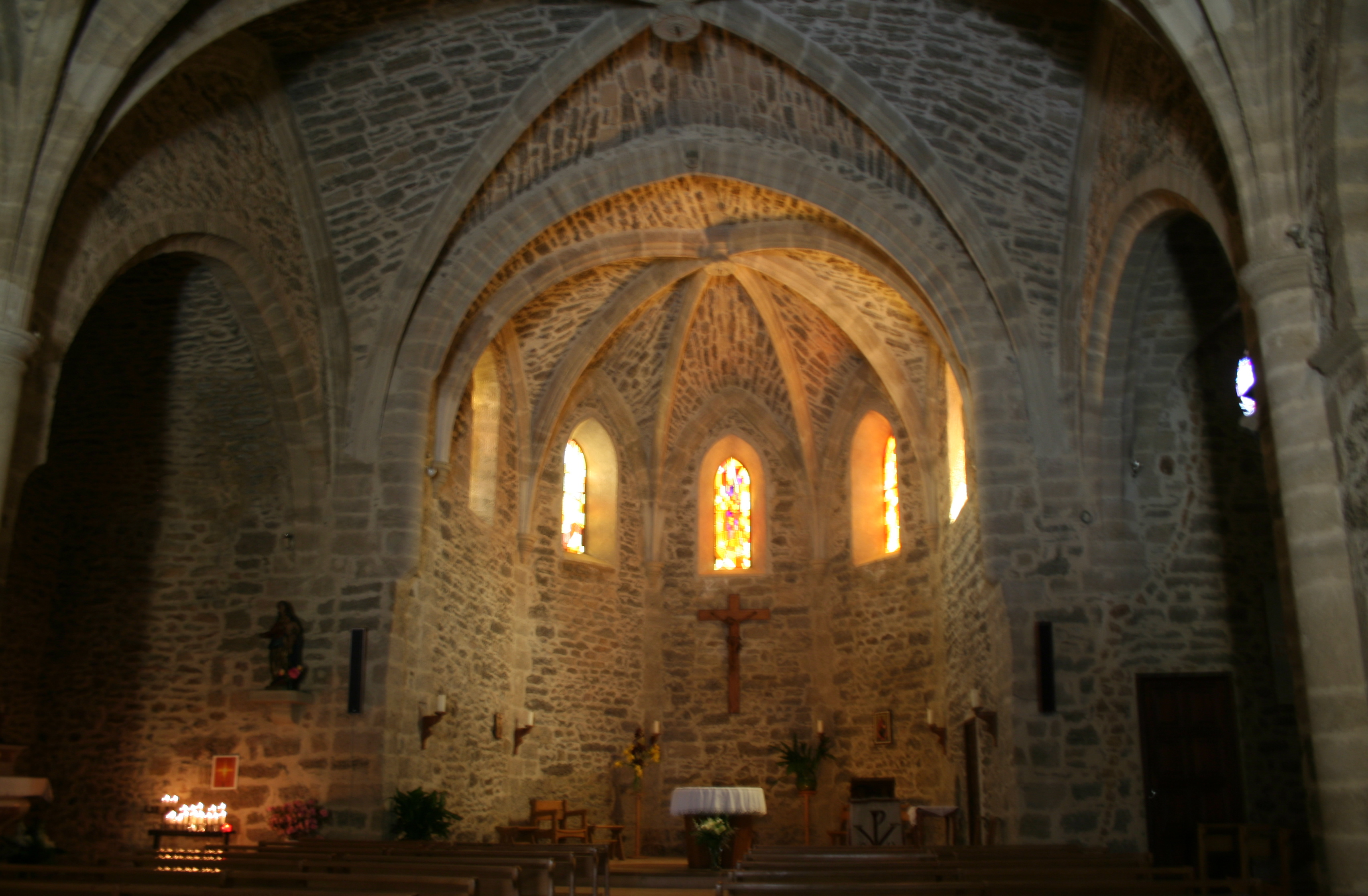
Le chœur de l'Église Notre-Dame-de-Bethléem de Canet
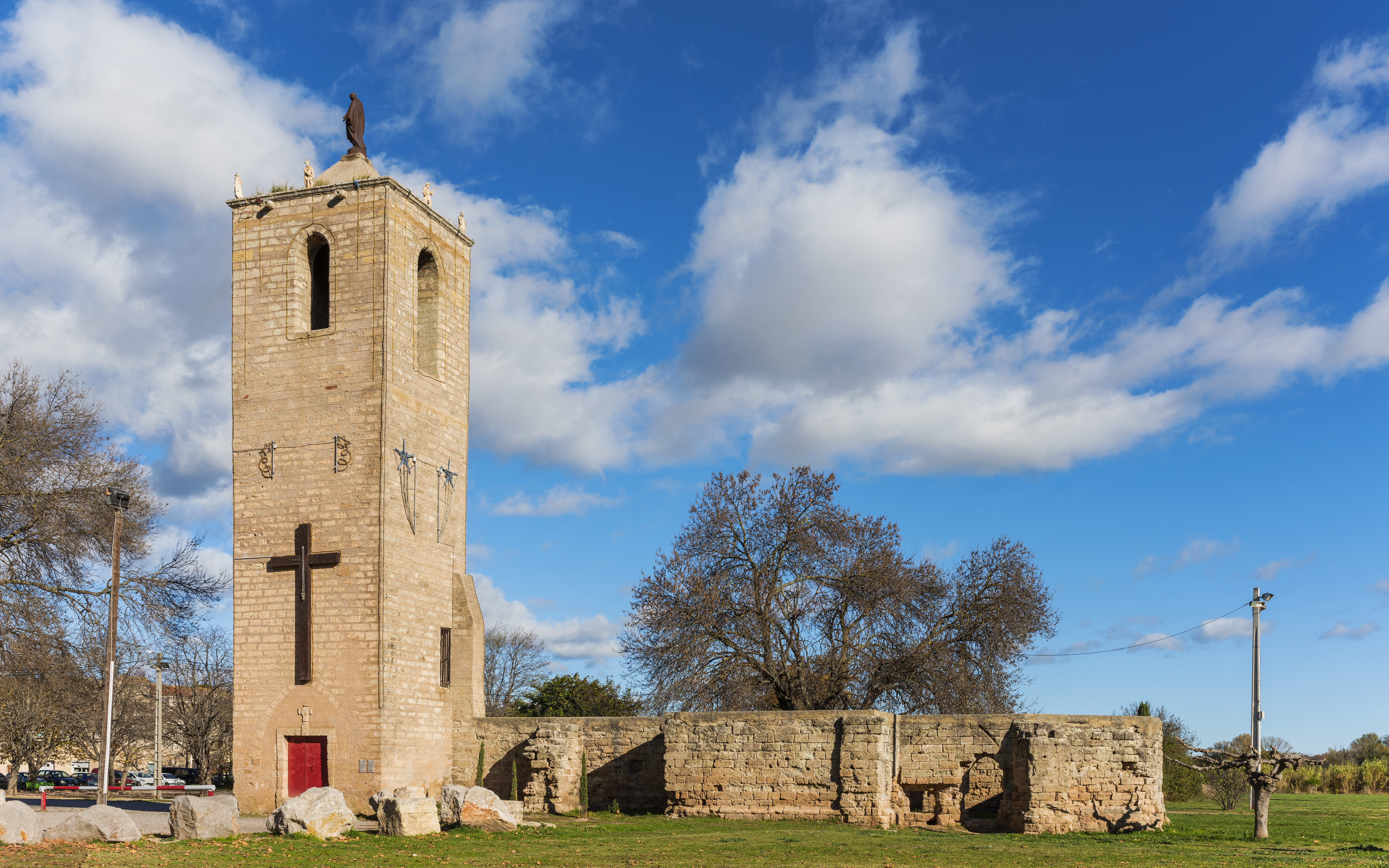
Église Saint-Martin de Canet

- Tours des anciens remparts.
- Pont suspendu sur l'Hérault.

### Personnalités liées à la commune
- François-Joseph Fulcrand (1875-1959), capitaine qui a participé à la création de la télégraphie sans fil.
- René Caylus, cigale d'argent c'est-à-dire maître d'œuvre du Félibrige.

### Héraldique
| Blason de Canet | Les armes de Canet se blasonnent ainsi : D'azur semé de joncs d'or, à un mur crénelé d'argent brochant, mouvant de la pointe, maçonné de sable et chargé d'une épée haute de sable. |

### Fonds d'archives
- Fonds : Archives communales de Canet (1415-1829) [2,25 ml].  Cote : 51 EDT. Montpellier : Archives départementales de l'Hérault (présentation en ligne).